# 청안군
| Daedongyeojido (Gyujanggak) 15-04.jpg | Daedongyeojido (Gyujanggak) 15-03.jpg |
|                                       |                                       |

청안군(淸安郡)은 한국의 옛 행정 구역으로, 현재의 충청북도 증평군 전 지역과 청주시 청원구 북이면·오창읍의 일부, 괴산군 청안면·사리면, 진천군 초평면과 음성군 원남면의 일부를 이루고 있었다. 이 지역의 방언권은 청주 방언을 사용하는 지역이다.

## 역사
- 삼국시대: 고구려 금물노군(今勿奴郡)
- 통일신라시대: 흑양군(黑壤郡) 청연현(靑淵縣)·도서현(道西縣)
- 고려 태조 23년 (940년): 청연현을 청당현(淸塘縣)으로, 도서현을 도안현(道安縣)으로 개칭
- 고려 현종 9년 (1018년): 청당현과 도안현을 청주목(淸州牧)으로 편입
- 조선 태종 5년 (1405년): 청당현과 도안현을 통합하여 청안현(淸安縣)으로 개칭
- 대한제국 고종 32년 (1895년): 청안현을 청안군으로 승격
- 1914년 4월 1일: 연풍군(延豊郡)과 함께 괴산군에 통합되어 폐지

## 1914년 이후
| 조선총독부령 제111호  |             |             |                                                                        |
| 구 행정구역           | 신 행정구역 | 신 행정구역 | 신 행정구역                                                            |
| 청안군 읍내면(邑內面) | 괴산군      | 청당면      | 금신리, 문방리, 읍내리, 조천리, 청용리, 효근리                         |
| 청안군 동면(東面)     | 괴산군      | 청당면      | 문당리, 백봉리, 부흥리, 운곡리, 장암리                                 |
| 청안군 북면(北面)     | 괴산군      | 도안면      | 광덕리, 노암리, 도당리, 석곡리, 송정리, 연촌리, 화성리                 |
| 청안군 근서면(近西面) | 괴산군      | 증평면      | 연탄리, 용강리, 미암리, 사곡리, 송산리, 증평리                         |
| 청안군 남면(南面)     | 괴산군      | 증평면      | 남차리, 남하리, 덕상리, 율리, 죽리                                     |
| 청안군 서면(西面)     | 청주군      | 오창면      | 여천리                                                                 |
| 청안군 서면(西面)     | 청주군      | 북이면      | 석성리, 옥수리, 용계리, 용기리, 용산리, 은암리, 장양리, 진암리, 추학리 |